# 涅槃
涅槃（巴利語： Nibbāna；梵語： Nirvāṇa），佛教術语，合文作，又譯為泥洹、涅槃那、涅盤那、泥盤那、暱縛男，意譯為熄灭、滅、滅度、寂滅、無為、解脫、自在、安樂、不生不滅等，新譯作般涅槃，又译为般泥洹、波利暱縛男、入滅、入滅度、圓寂。佛教教義認為涅槃是將世間所有一切法的自體性都滅盡的狀態，所以涅槃中永遠沒有生命中的種種煩惱、痛苦，上座部佛教的見解是從此不再受後有，也就是不再有下一世的六道輪迴。這個術語最早源自於古印度婆羅門教，當時眾說紛紜。佛教認為外道無法實證何謂涅槃，在無佛教的時代只有佛和辟支佛可以親證涅槃。釋迦牟尼菩薩降生後，出家成佛轉法輪，教導弟子佛法，才開始有聲聞聖弟子四果阿羅漢實證涅槃。佛陀和阿罗汉捨壽後，會取證無餘涅槃界，進入不生不滅狀態，也称为涅槃，一般更常用般涅槃（意思是“進入涅槃滅度”，即“入滅”）表達，意思是肉身死亡後，进入不生不灭的涅槃状态。時至今日，當有佛教上師、沙門、比丘、比丘尼等修行者過世時，許多人會尊稱他們涅槃了。大乘見地是佛菩薩能在涅槃中同時度眾生，佛菩薩的涅槃叫“無住涅槃”。

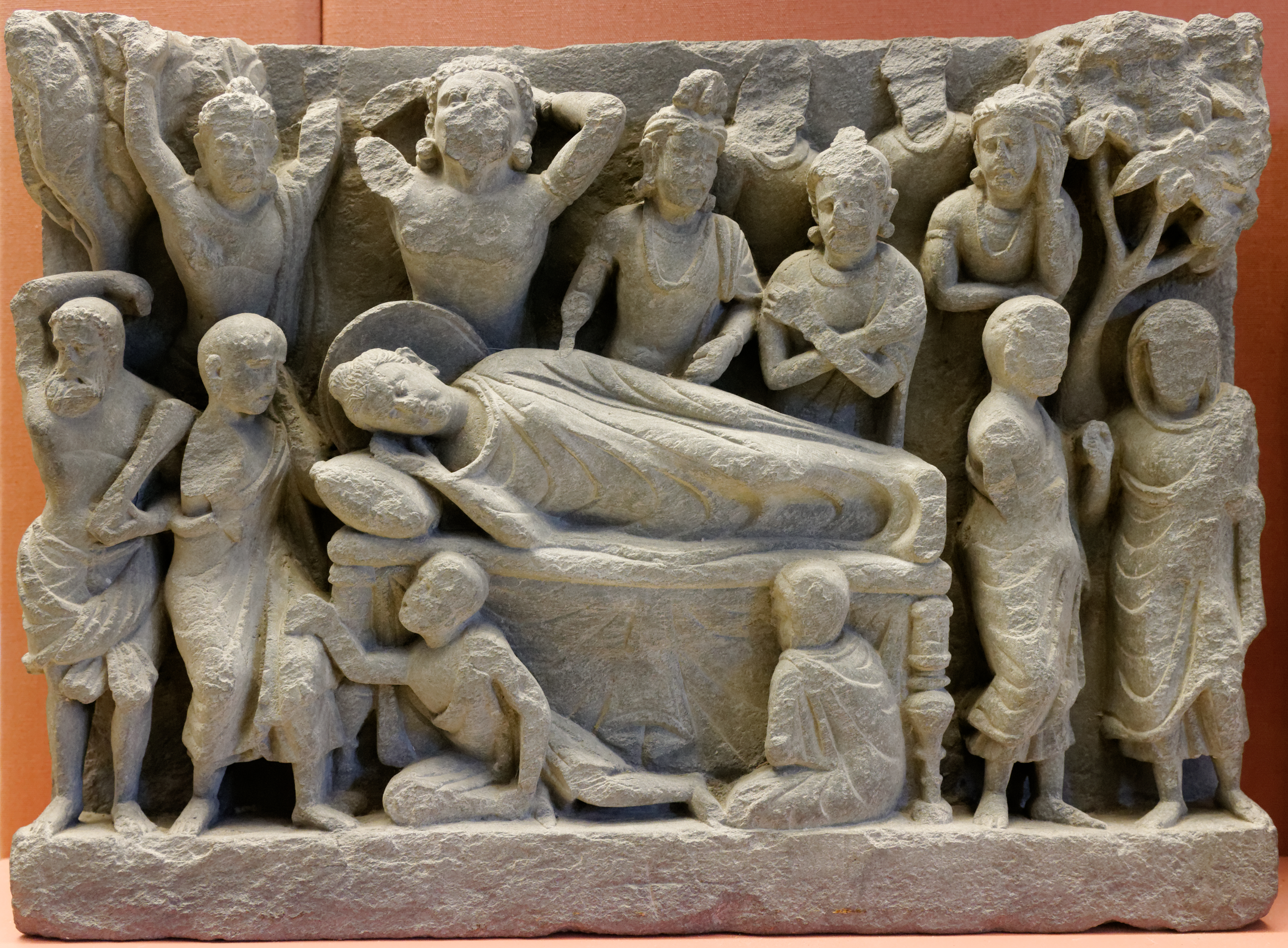
佛陀在婆罗双树間進入涅槃，西元2-3世紀古印度犍陀羅國浮雕，現藏於大英博物館。

## 音義

### 印度詞源
涅槃是宗教用语，為古印度語之音譯：在梵文中，Nirvāṇa有出離、解脫、無臭、無煩惱等等意義；在巴利文中，Nibbāna是源自動詞nibbāti，意為「被吹滅」或「被熄滅」。從字根來說，梵語及巴利語都帶有遠離煩惱狀態的意義。
在古印度諸宗教一般指一种从痛苦中解脱出来的状态，但是每個宗派對於如何達到湼槃的境界，看法不一。在印度教（婆羅門教）哲学裏，意指通过肉体的解脱而与高级生命的结合，達到梵我合一的境界。

### 聲稱佛教首先使用湼槃一詞的説法
「湼槃」一詞在救度論意義上的「熄滅、熄滅」解脫狀態出現在《吠陀經》的許多地方，甚至更多地出現在佛教興起之後被編成的《薄伽梵往世書》中，但大眾觀點並不認為《吠陀經》或奧義書有這個術語。柯林斯聲稱：“佛教徒似乎是第一群稱其為湼槃的人。” 柯林斯認為，這可能是早期佛教中故意使用的詞語，原因是在《吠陀經》及奧義書中，梵我及梵被描述為火的意象，而且是美好的、令人嚮往的和使人解脱的東西。柯林斯聲稱nirvāṇa這個字來自動詞字根vā “blow”，其過去分詞vāna “blown”的形式，前綴為前綴nis，意思是“out”，因此，這個字的本義是「吹滅；熄滅」 （變音改變聲音：vāna的v導致nis變成nir，然後nir的r導致以下n的後屈：nis + vāna > nirvāṇa），然而佛教教義中湼槃的涵義也有其他的解釋。

### 中文意譯
色法：物质现象；名法：心理现象。世间万象由色法名法依因缘和合而成。佛陀内观证得：在色法名法刹那生灭 （页面存档备份，存于）之间，还有另外一种寂静的恒长存在，此即涅槃。

## 印度諸宗教
與婆羅門教有關的奧義書中已經有與涅槃類似的概念，但後來的印度教追求梵我合一的清淨境界，認為這就是解脫。
佛教對湼槃有自身的見解，而且對其內涵有不同的解釋。涅槃的概念在耆那教、錫克教、摩尼教中也有被使用。

## 南傳上座部佛教
現代南傳上座部佛教繼承了斯里蘭卡分別說部的傳統，分別說部這個名稱來自第三次結集前阿育王和帝須尊者之間的問答：「王復更問。大德。佛法云何。答言。佛分別說也。」。涅槃被稱為出世間，以及是由四道智所證得。它是種姓心、道心、果心的所緣，被稱為涅槃是因為它離去渴愛這一個糾纏物。在詞源學方面，巴利文Nibbāna是源自動詞nibbāti，意為‘被吹滅’或‘被熄滅’。因此它是表示熄滅了世間的貪、嗔、癡之火。諸巴利論師較喜歡解釋它為渴愛的糾纏（vāna）的不存在或離去（nikkhantatta）。只要人們還受到渴愛的糾纏，他們還被綁在生死輪迴裏（saṃsāra）；但在滅盡一切渴愛時，人們即會證悟涅槃，解脫生死輪迴。

#### 分類
依自性涅槃只有一種。依分別的根據則成兩種：有餘涅槃界與無餘涅槃界。依不同的方面，涅槃有三種：空、無相與無願。
- 依自性涅槃只有一種
  1. 涅槃是一個不能再分解的究竟。它是完全出世間的，而只有一個自性，其性是空，性空即是無自性，空即不可言說，那就是完全超越有為世間言說的無為不死界。
- 依分別的根據則成兩種，該分別的根據是（體驗它的）五蘊是否還存在。
  1. 佛、辟支佛、阿羅漢弟子生前所體驗的涅槃界名為“有餘涅槃界”（sa-upādisesa-nibbānadhātu），因為雖然一切煩惱已滅盡，但由於過去執取所產生的諸蘊還存在。在注疏裏也被稱為“煩惱之滅盡”（kilesa-parinibbāna）。
  2. 佛、辟支佛、阿羅漢弟子死後時所證得的涅槃界名為“無餘涅槃界”（anupādisesa-nibbānadhātu），因為五蘊已完全被捨棄，不受後有。在注疏裏也被稱為“諸蘊之滅盡”（khandha-parinibbāna）。
- 依不同的方面，涅槃有三種：
  1. 涅槃被稱為空（suññata）是因為它毫無貪嗔癡，也因為它毫無一切有為法；
  2. 被稱為無相（animitta）是因為它毫無貪嗔癡之相，也因為它毫無一切有為法之相；
  3. 被稱為無願（appaṇihita）是因為它毫無貪嗔癡的渴望，也因為它毫無渴愛之欲。[13]

#### 特點
涅槃只能被親身作證的聖人們完全理解。尚未證悟涅槃的人們至少應當知道它的三個特點。
- 涅槃是常，即“不生、不長的非緣生法”，不是因緣和合而生的[14]。
- 涅槃是樂，即由於此處無諸苦[15]。
- “入滅”、“般涅槃”、“取涅槃”不能理解為進入了某個被稱為涅槃的地方或境界（取證涅槃境界）。涅槃並無來、去、進、出這些概念。

佛說過辟支佛和佛的阿羅漢弟子已經「永無來生」，因此辟支佛和佛的阿羅漢弟子死後入無餘涅槃界不會繼續輪迴在來生成佛。
緬甸上座部佛教馬哈希尊者在《帝釋所問經講記》 （页面存档备份，存于）表示：
|  | 上座部佛教是基於巴利三藏（Pāḷi Canon）中佛陀教誨的正法。根據這觀點，達到聖道最後階段的行者，有些人嚮往作為佛陀的聲聞弟子，在阿羅漢般涅槃時，導致再生的名法與色法的運作程序止息了，所以他們的輪迴之苦到了終點。他們不必等任何人，也不可能這樣做。這也是獨覺佛和正等正覺者（Sammāsambuddha，正遍知、三藐三菩陀）的命運。這觀點是頗為合理的。 |

緬甸上座部佛教馬哈希尊者在《內觀要義》 （页面存档备份，存于）表示：
|  | 阿羅漢再繼續這樣禪修有什麼好處呢？他可能成為辟支佛嗎？或正等覺者（佛）嗎？不，都不可能。他將是以阿羅漢的身分脫離輪迴，進入涅盤。阿羅漢不再有未斷或未鎮伏的煩惱。一切的煩惱已斷除和鎮伏。因此，他沒有需要再作什麼，以斷除或鎮伏未斷或未平熄的煩惱。他已無需再改善任何戒德、定力與智慧。應當圓滿的一切戒德、定力與智慧都已圓滿。所以他無需再進行改善未盡完美的，或增加那已圓滿的。 |

緬甸上座部佛教明昆尊者在《南傳菩薩道》 （页面存档备份，存于）表示：
|  | 什麼是滅苦的涅槃？當四道智證悟了無為界（涅槃；其相為寂）時，所有一千五百個煩惱都被根除及不會再生起。當證悟阿羅漢道後，阿羅漢就不會再有來生，死後五蘊都全部息滅，就好像熄滅的火一般。那無為界即是涅槃。 凡夫不能有如聖者一般清楚地明瞭涅槃的本質。若他們不清楚卻勉強要說或寫有關涅槃的情況，以讓他人明白，他們是可能會犯錯的。暫且別說涅槃，就只說他們從書中得知的俗事，若他們想要當作親眼看過的來向人解說，他們也很可能會犯錯。由於凡夫不能有如聖者一般看到涅槃的各層面，他們應該只以上述的解說法來向他人解說。 當那些還未如實知見涅槃的人在想像何為涅槃時，他們可能會以為涅槃是一個金剛不壞的城市或國家。當有部經把涅槃形容為安全的城市時，那只是一種形容法而已。涅槃並不是一個城市或國家。但還是有人相信涅槃是一個城市，而其居民的身心是沒有老病死的。事實上，佛陀、辟支佛和阿羅漢進入涅槃是指五蘊完全止息，死後不會再出生在任何一界裡。（涅槃是道心和果心的目標，是一個究竟法。般涅槃則是五蘊或名色法完全止息，不再生起。）他們進入涅槃並非進入涅槃城。在究竟上是沒有涅槃城這個東西的。 當人們行善時，他們的導師會訓誡他們發願證悟涅槃。雖然他們照辦了，但一般上他們都不曉得涅槃的含意，所以他們對欲證悟涅槃並不熱心。因此，導師應該要他們發願解除一切痛苦，這樣信徒才能真正明白，而能夠熱誠與認真地發願。 |

## 北傳大乘佛教
印度大乘佛教各學派的經論在北傳佛教中都有大量傳承，其中记载了对涅槃的多种诠释。

#### 中觀派
《中論》中說：
- 受諸因緣故，輪轉生死中，不受諸因緣，是名為涅槃。
- 涅槃與世間，無有少分別，世間與涅槃，亦無少分別。

#### 唯識派
這一學系，在「普為發趣一切乘者」（尊重聲聞涅槃的究竟）的基礎上，闡揚大乘不共的唯識說。如《解深密經》以三乘同遣遍計執、滅依他起、證圓成實，叫做一乘。說雖不同，其義是一。依照法相宗的分類，涅槃有四種：一、本來自性清淨涅槃，二、有餘依涅槃，三、無餘依涅槃，四、無住處涅槃。

#### 如來藏派
除了上述涅槃之外，尚有一种大涅槃，也就是我们通常说的“阿耨多罗三藐三菩提”，意思为如来的法身。《胜鬘经》：“法身即如来大般涅槃之体。”大涅槃是诸佛的法界，是诸佛甚深的禅定，也就是“常乐我净”的境界，此境界惟佛能证。《法华经》：“惟如来证大菩提，究竟圆满一切智慧，是名大涅槃。”
如來藏派“涅槃”的中心思想，主要有三：第一，如来常住；第二，涅槃“常乐我净”；第三，一切众生皆有佛性。大乘“般若”明无我，讲“真空”；大乘如來藏學派“涅槃”示真我，讲“妙有”。从大乘思想的发展看，大乘《涅槃经》出现在《般若经》、《法华经》、《华严经》等大品类经之后，以对治认为“涅槃”是永远沉寂的消极涅槃观。

## 現代學術及教派闡述
根據提出原始佛教概念的近現代學者研究，涅槃一詞在佛陀出世前，奧義書就已經在使用這個詞語，原先涅槃是指回歸於包含一切且常樂我淨的清靜梵我，這個在耆那教教義中可以看明，而佛陀覺悟後，明白“因緣法”，對涅槃一詞有新的定義和解釋。
「如實正觀世間集者，則不生世間無見；
如實正觀世間滅者，則不生世間有見。」
- 世間指五受陰：色受想行識，亦指十八界，即六根六境六識。
- 世間集，指五受陰的流轉變異是隨無明貪愛因緣驅動支持而有生命現象，是實實在在的現前一切，所以不會說一切都沒有。
- 世間滅，指五受陰的流轉變異隨著無明貪愛因緣滅除而不再有生命現象，所以不會說一切的存在都是實有永恆。

所以要明白佛陀所定義的涅槃，必須先了解因緣法。生是依因緣支持而生，不是本來就有。而凡生起之一切，皆會隨其賴之生起的因緣滅而滅，不會恆常存有。而隨著因緣的滅盡，稱之“滅”，此為佛陀所定義的涅槃。
平時人們所以為的生滅，是以為事事物物自己在那邊生滅，但事實上並非如此。事實只是依著五陰因緣相互影響而不斷再改變，只是改變並未滅去。只有隨五陰因緣滅盡，才是滅，而"滅"無因緣可記說。生命的升起，是依種種因緣條件才有的現象，隨著五陰因緣和依無明和貪愛驅使之條件的變異，而不斷變化生命型態。
只有隨著無明和貪愛的滅除，驅使五受陰增長的因緣消除，無依此因緣影響的未來生命現象升起，是為滅。依因緣滅而滅，不能說去哪裡或在哪裡，只是無生命升起的因緣。並不是什麼都沒有，也不是有什麼。

## 佛教艺术
涅槃变相是佛教艺术中的重要题材，流行时间久远，遍布亚洲各佛教国家。通常有涅槃变相图、涅槃像、涅槃变、涅槃相者等名称，依《涅槃经》等所记载的佛陀临终前後的情景，而创作为绘画或雕塑形式，例如唐代碑刻涅槃变相碑。